# 妻木城
妻木城（つまぎじょう）は、岐阜県土岐市にあった日本の城（山城）。岐阜県指定史跡。

## 概要
土岐市南部の標高409mの城山山頂に築かれた山城。妻木城は明智氏の所領であったが、後には明智氏一族とされる妻木氏の居城となって、次第に整備されていった。また妻木城主は代々と陶器の生産を奨励し、織部焼、志野焼などに代表される現在の美濃焼の基礎を作った領主として知られている。

## 歴史・沿革

### 南北朝時代
暦応2年 / 延元4年（1339年）に、土岐頼貞の孫である明智頼重が家臣育成の訓練場のような意味合いで築城したともされるが、諸説ある。戦国時代辺りに土岐氏が衰退してからは、一族の明智氏の所領になった後、さらにその一族とされる妻木氏の居城となった。

### 戦国時代
天正10年（1582年）本能寺の変の後に起きた山崎の戦いの際、城を治めていたのは第12代城主の妻木広忠であったが、広忠は明智軍に属して敗北し自刃したため、一族の妻木頼忠が跡を継いだ。その頃、可児郡の金山城を本拠とする森長可が土岐郡や恵那郡内の反抗勢力の掃討を開始した。長可は手始めに高山城主平井頼母に使者を送り、城を明け渡すよう要求したが、頼母がこれに応じなかったために攻めて自刃に追いこみ、その後家臣の肥田氏を入城させた。妻木城にも従うよう使者が来たが、頼忠が拒否したことから長可は城を攻めた。頼忠は城兵を集め奮戦したが、勝てる見込みがなかったので、和議にもちこみ長可に臣従した。この戦は、妻木氏が明智側の勢力である遠山氏らと共に、信長の重臣であった森氏が拠る金山城の勢力を排除しようと画策した事が原因であるといわれている。
天正12年（1584年）小牧・長久手の戦いの際に頼忠は森長可の家臣だったため豊臣秀吉側についた。愛知県春日井市と岐阜県多治見市の境にある内津峠に布陣したが、小規模な合戦により麓にあった町は焼失したという。
慶長5年（1600年）関ヶ原の戦いの際には徳川家康側についた。頼忠は東濃地方を守るよう命じられ、父である妻木貞徳と共に西軍側の岩村城主・田丸直昌と戦った。田丸直昌の家臣である田丸主水が妻木城から近い所に土岐砦を築き、妻木方諸将の行動を封じ鎮圧しようと試みたため、頼忠は尾張の岩崎城主である丹羽氏次らを誘って田丸領の各所に放火して対抗し、高山城の城攻めを図った。しかし田丸主水の軍は高山城に火を放って放棄し、二手に別れた。主水を含む主力部隊は岩村城へ退却し、別働隊は土岐砦へ退却して立て籠もった。頼忠は田丸軍別働隊の退路を完全に遮断するため現在の瑞浪市寺河戸町付近に砦を築き、土岐砦を落とした。
また、田丸領内にある明知城と小里城は元々は遠山氏の支城と小里氏の居城であったが、田丸氏が奪って岩村城の支城とし、城番を常駐させていた。かつて城主であった遠山利景と小里光親は頼忠らの支援を受けて明知城と小里城の攻撃を開始し、その日のうちに明知城を、翌日に小里城を奪回することに成功した。これによって両名は城に戻ることができたので、その後頼忠は両名と共に田丸直昌の拠る岩村城を攻めようとした。しかし、岩村城は難攻不落と名高い城だったために苦戦を強いられた。妻木・遠山・小里連合軍と田丸軍はその後も睨み合っていたが、関ヶ原の戦いが東軍の勝利に終わったことで城主の田丸直昌も東軍の軍門に降り、岩村城方を指揮していた田丸主水も本来の城主である遠山利景に城を明け渡した。

### 江戸時代
慶長6年（1601年）、関ヶ原の戦いの際の戦功により頼忠は徳川家康から改めてこの地域を所領として与えられた。頼忠は領地経営において、山の上の城では生活が不便であるため、城のある山の北側の山麓に屋敷を築いて住み始めた。元和年間（1615年 - 1624年）頃にはこの城は放棄されたとみえ、山麓にある妻木城士屋敷が政庁となっていた。

### 現在
現在は本丸、二の丸跡地に小さな神社が置かれている。妻木城の登城口には駐車するスペースがあり、石垣や曲輪、土塁等の遺構も整備されている。建造物は残っていない。山麓の北側に妻木城士屋敷があるが、そこの石垣等の遺構も整備されており、駐車するスペースも完備されている。2つとも岐阜県史跡に指定されている。妻木城への登城口は、妻木城士屋敷跡の右脇から南へ伸びる道を進み、その終点から城山へ登っていくルートと名岐国際ゴルフ場の妻木口を入ってすぐ、右へと伸びる林道を進み、その奥にある広場から登るルートの2つある。

### 立地・構造
妻木城は妻木川左岸の丘陵先端（標高407m 妻木上郷集落から比高200m）に位置する山城で、山頂に位置する城中枢（主郭・二の郭）と大手筋の小郭群、南西側尾根・南側尾根に普請された郭群からなる。大手は北麓の妻木氏館から繋がる現在の山道と想定される。緩斜面の尾根には小郭が配置され、さらに虎口状の地形で大手筋を守備し主郭北側下の三の郭（物見）に繋がっている。山頂には石垣で補強された段差で区画された主郭・二の郭が配置されており、南西・南側に派生した尾根は郭群で処理され、尾根に挟まれた谷地（搦手）を守備している。この谷地上部には土塁で区画された空間があり、搦手に対する馬出機能があったと考えられる。主郭と南西・南側尾根を遮断した堀切は横堀状に主郭をカバーするなど、戦国末期の高度な技術を利用していることから、数度にわたり改修されたと考えられる。

## ギャラリー

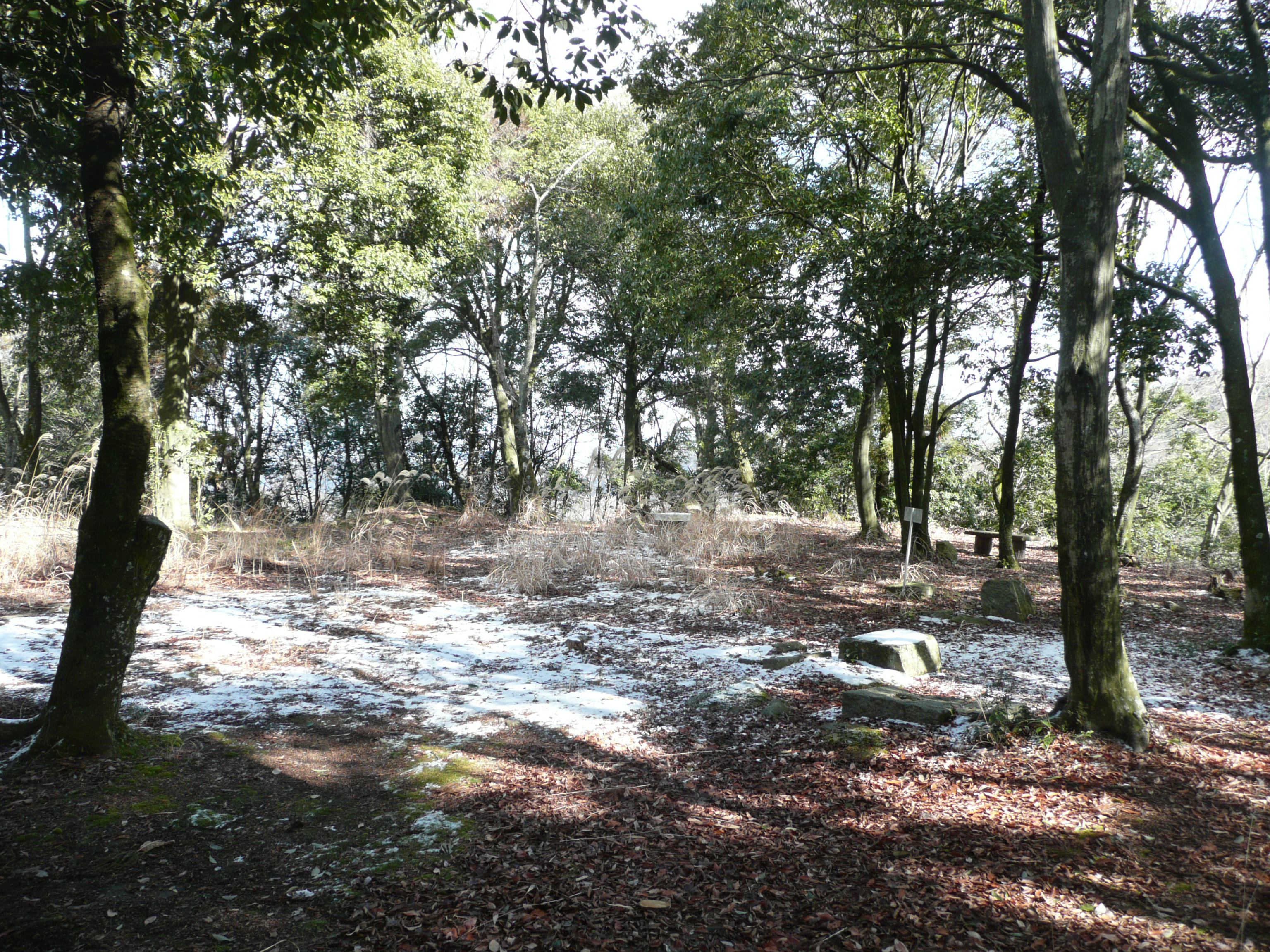
本丸跡地
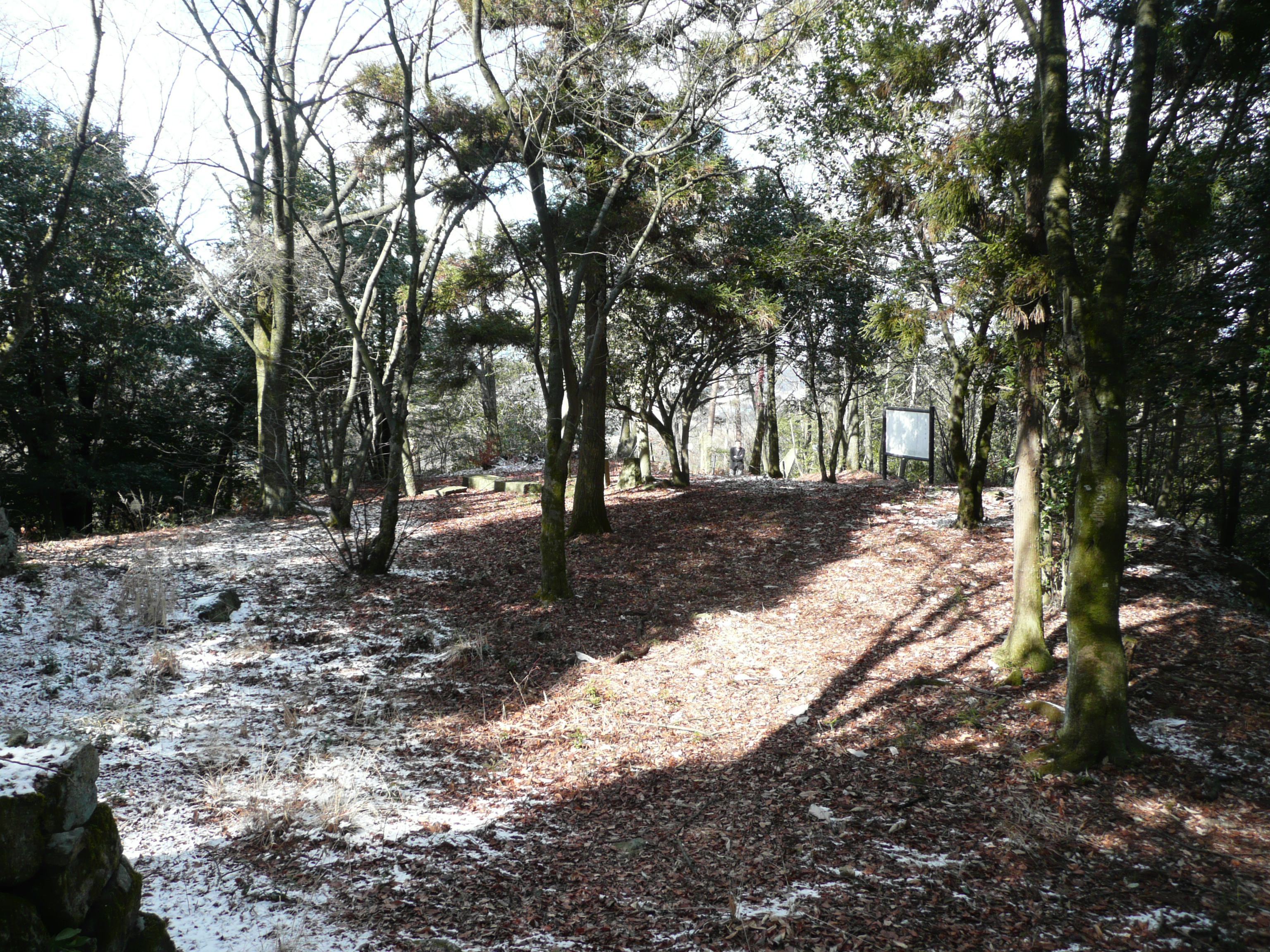
二の丸跡地
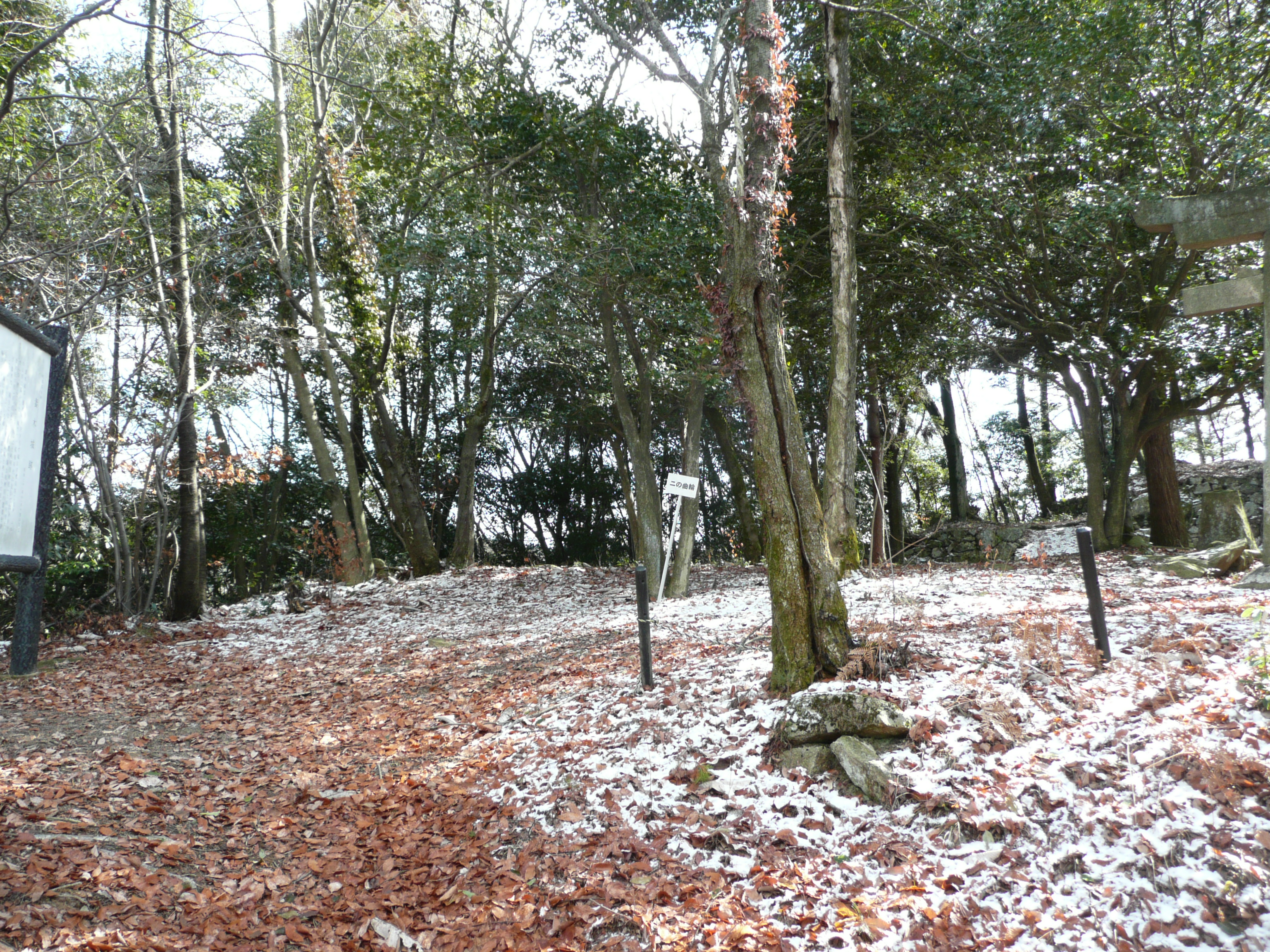
二の丸の虎口跡
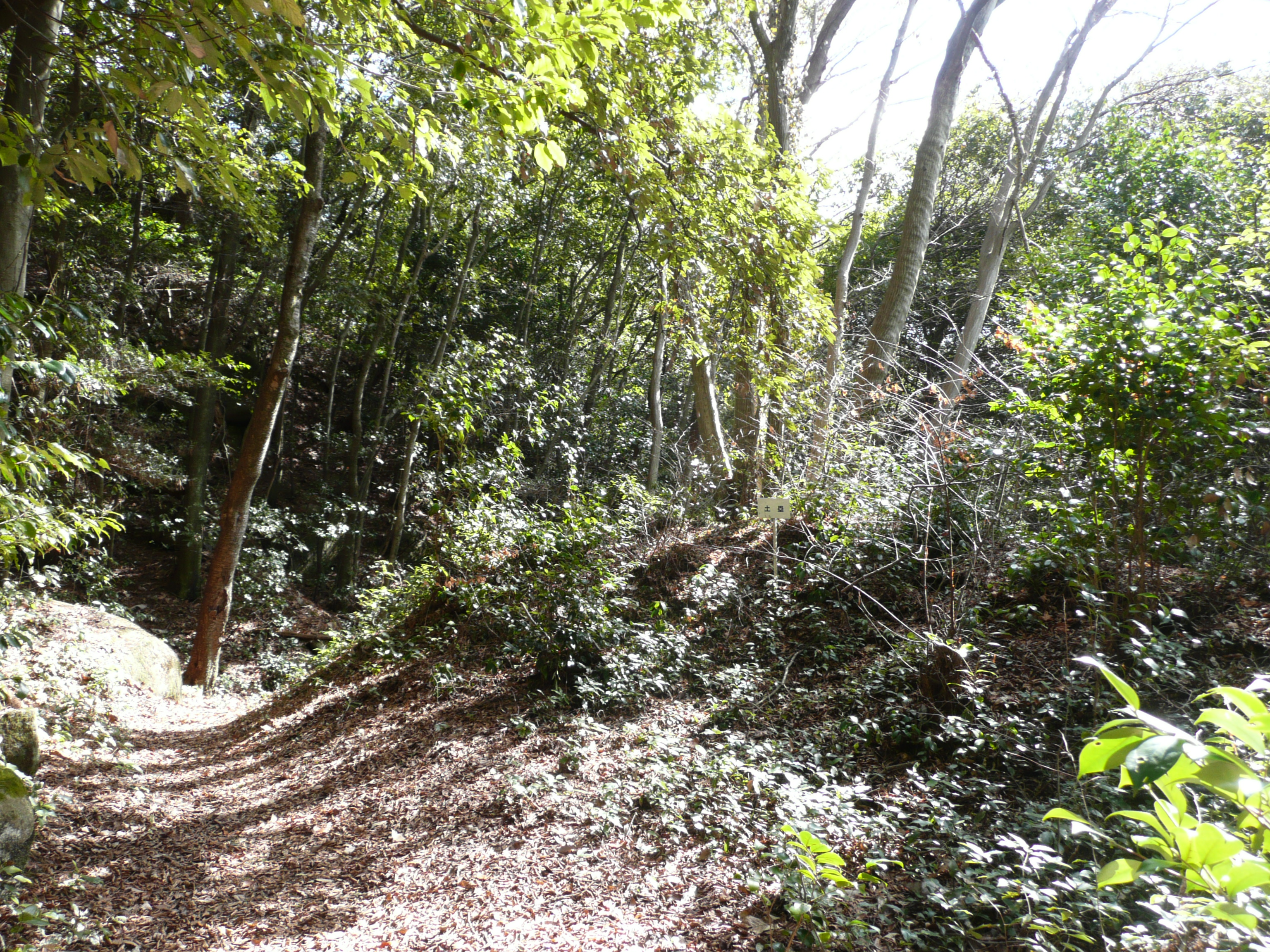
土塁
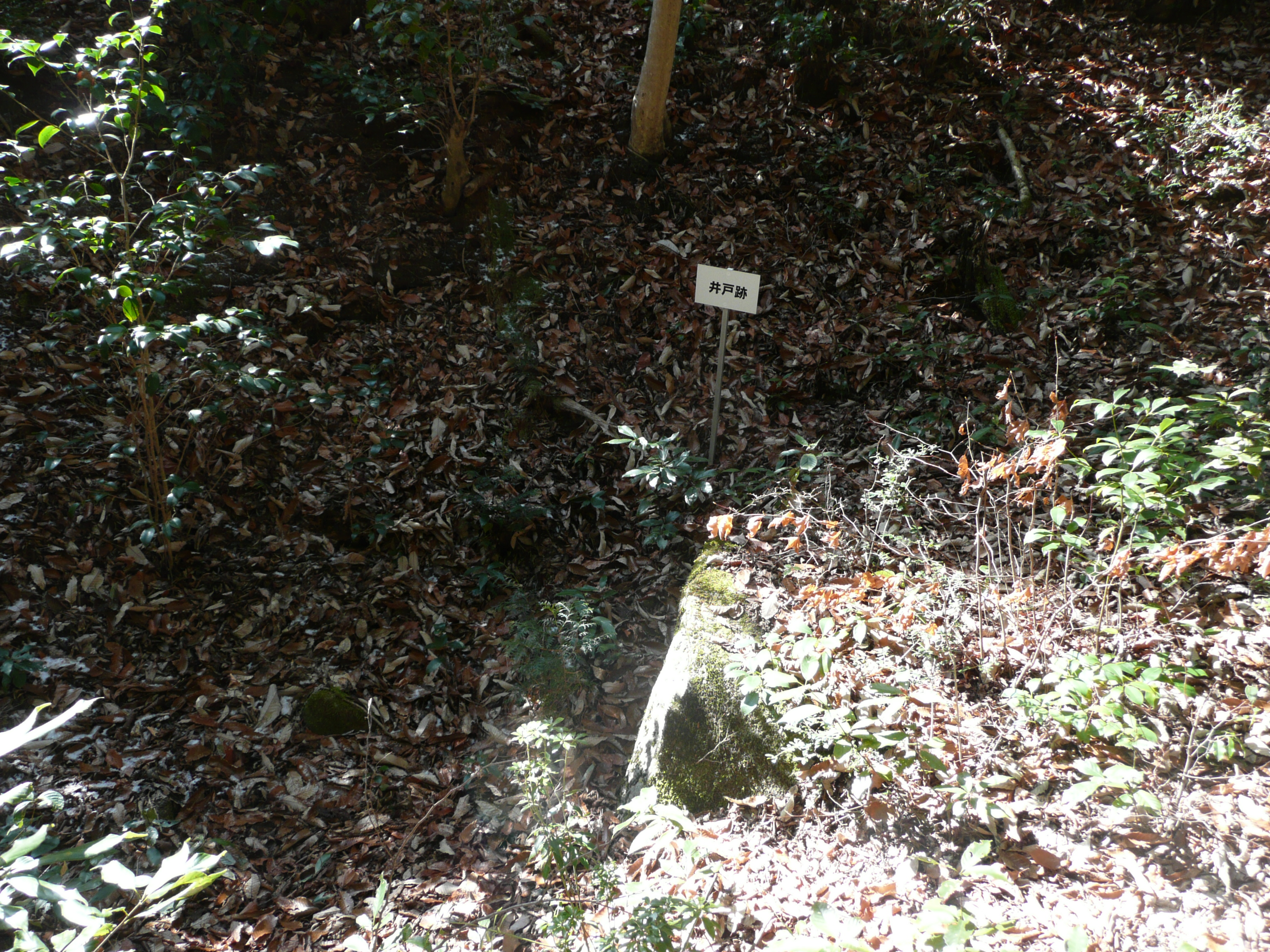
井戸跡
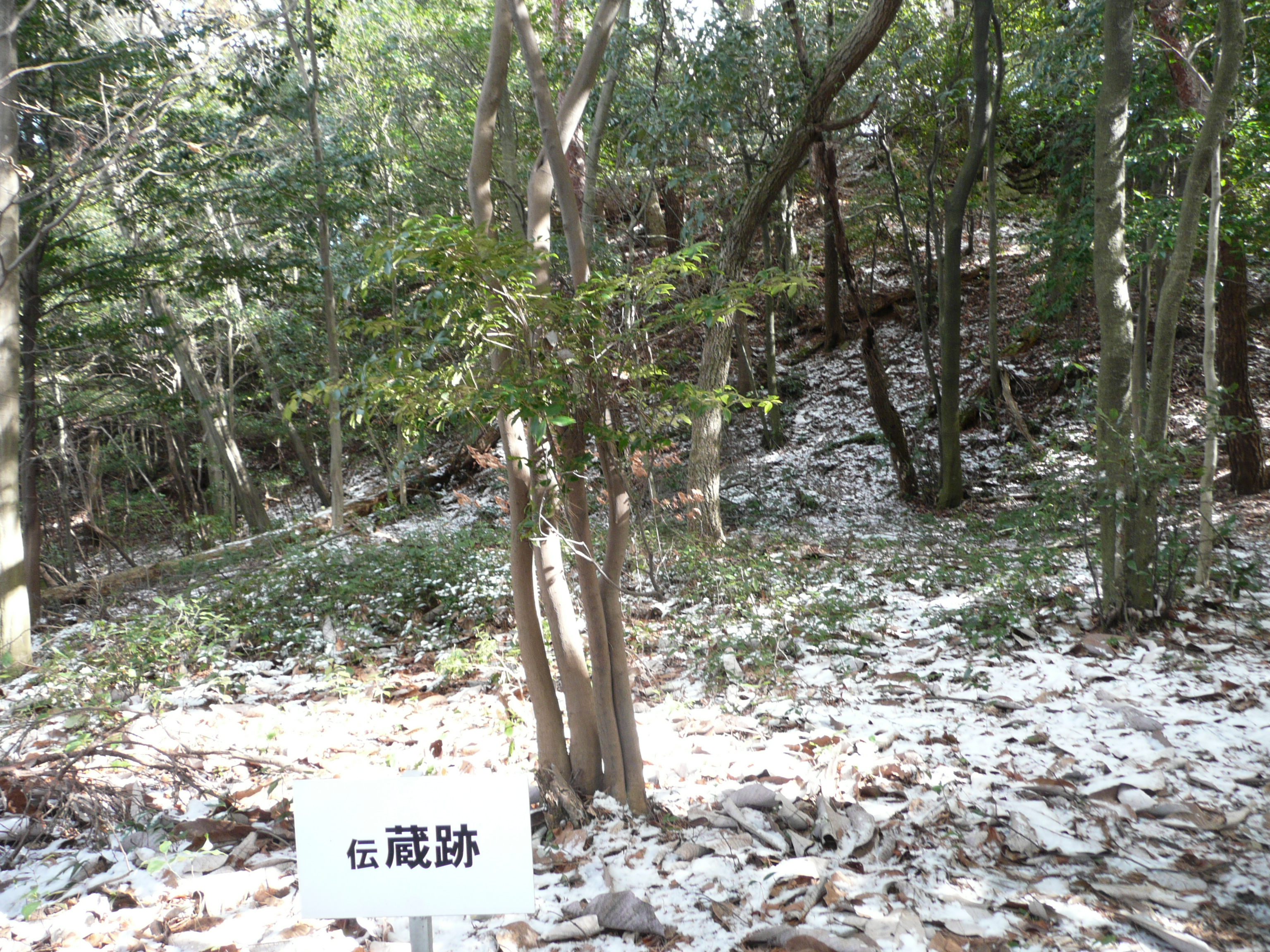
蔵跡
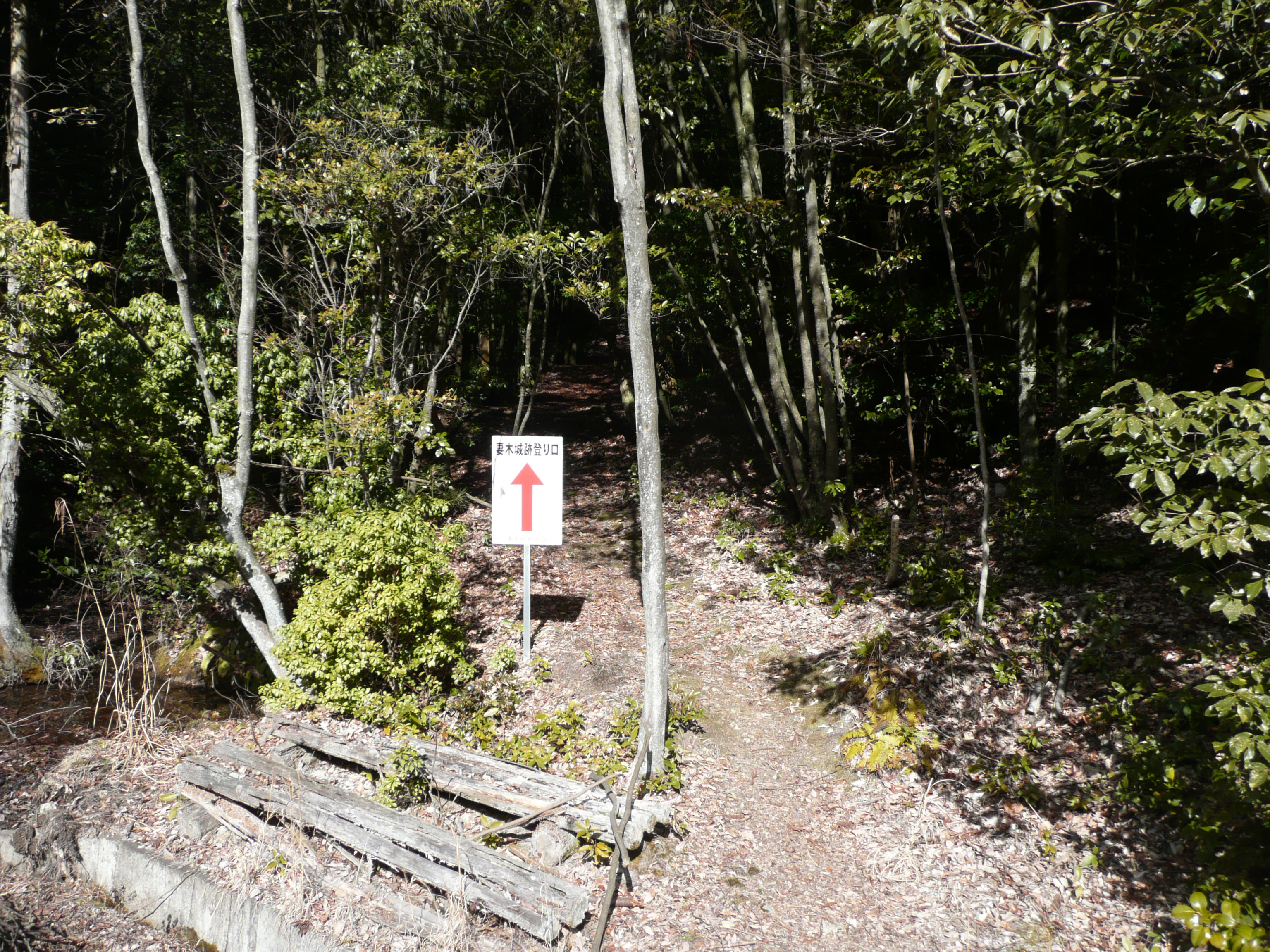
登城口
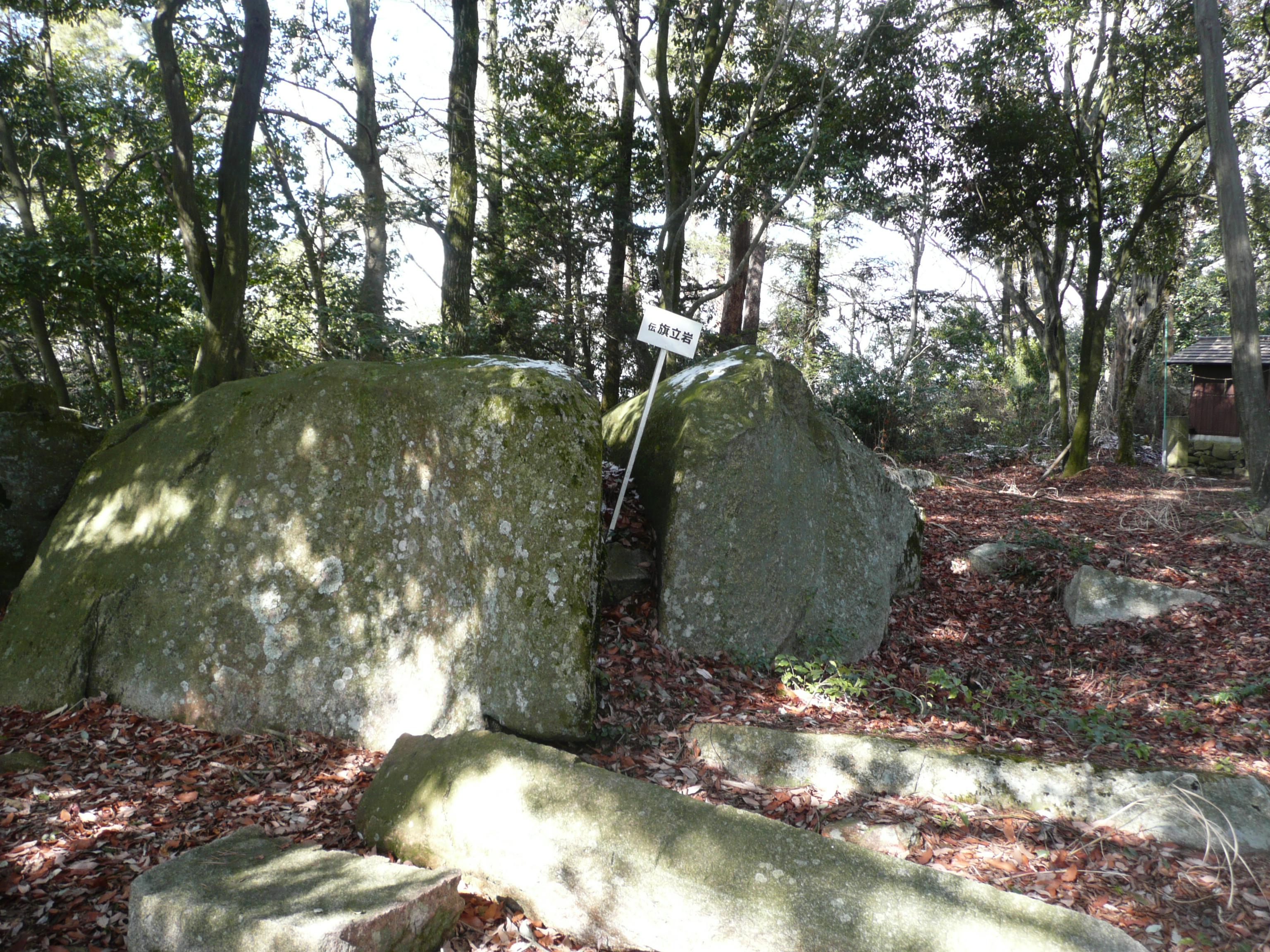
旗立岩

## 妻木城士屋敷

### 概要
妻木城士屋敷（つまぎじょうさむらいやしき）は、妻木城の北側山麓にあった領主御殿や家臣屋敷の総称で、城跡と同じく岐阜県史跡に指定されている。江戸時代に入ってから妻木氏が断絶するまでここが本拠となった。近くにある崇禅寺には、移築された屋敷群入口の門と妻木城の歴代城主の墓がある。

### 歴史
慶長5年（1600年）の関ヶ原の戦いで戦功を挙げた妻木頼忠は、慶長6年（1601年）に徳川家康から改めてこの地域を与えられ、その際に妻木城北麓にこの屋敷群を建てた。その時から元禄年間にかけて妻木城から次第にこの屋敷に拠点を移し、主にここが機能するようになっていった。その後土岐郡内7500石の領主は頼忠の子の妻木頼利、次に頼利の子の妻木頼次7000石（頼次の弟・幸広に500石分地のため）が跡を継いだが、頼次が跡継ぎの無いまま万治元年（1658年）に死去したため、妻木氏本家は3代で断絶し、屋敷も放棄された。しかし、頼次の弟の妻木幸広が土岐郡大富村500石から妻木上郷へ領地替されたことにより、上郷に新たに陣屋を築いて上郷妻木家（在地代官は日東氏）として存続し、明治維新に至った。

### 立地・構造
妻木城士屋敷は妻木城の北麓に位置する「根小屋」区域で、城主居館・家臣屋敷地からなる。現在確認できる遺構は南から北方向の緩斜面に3段に普請された石垣と上段の城主居館に残存する井戸址・庭園址・門址である。石垣は高さ1.5-2mほどで中央部には虎口と思われる大石段が残存する。南側の山裾には石塁で補強した溝が山腹と城主居館の境に巡らされており、雨水の流入を防ぐためのものと見られている。一部区域であるが家臣屋敷地の区画が残る。

### 城主一覧
1. 妻木頼忠
2. 妻木頼利
3. 妻木頼次

### 家臣屋敷
沢井・土本・好安・仙石・水野・本田・小栗・安藤・那須・中垣・塚本・酒井・山神・豊部・土屋・有川・小池・高野・中條・芦尾・松本・奥村・ 加藤他（妻木領主御殿跡並家中屋敷見取略図 参照）。

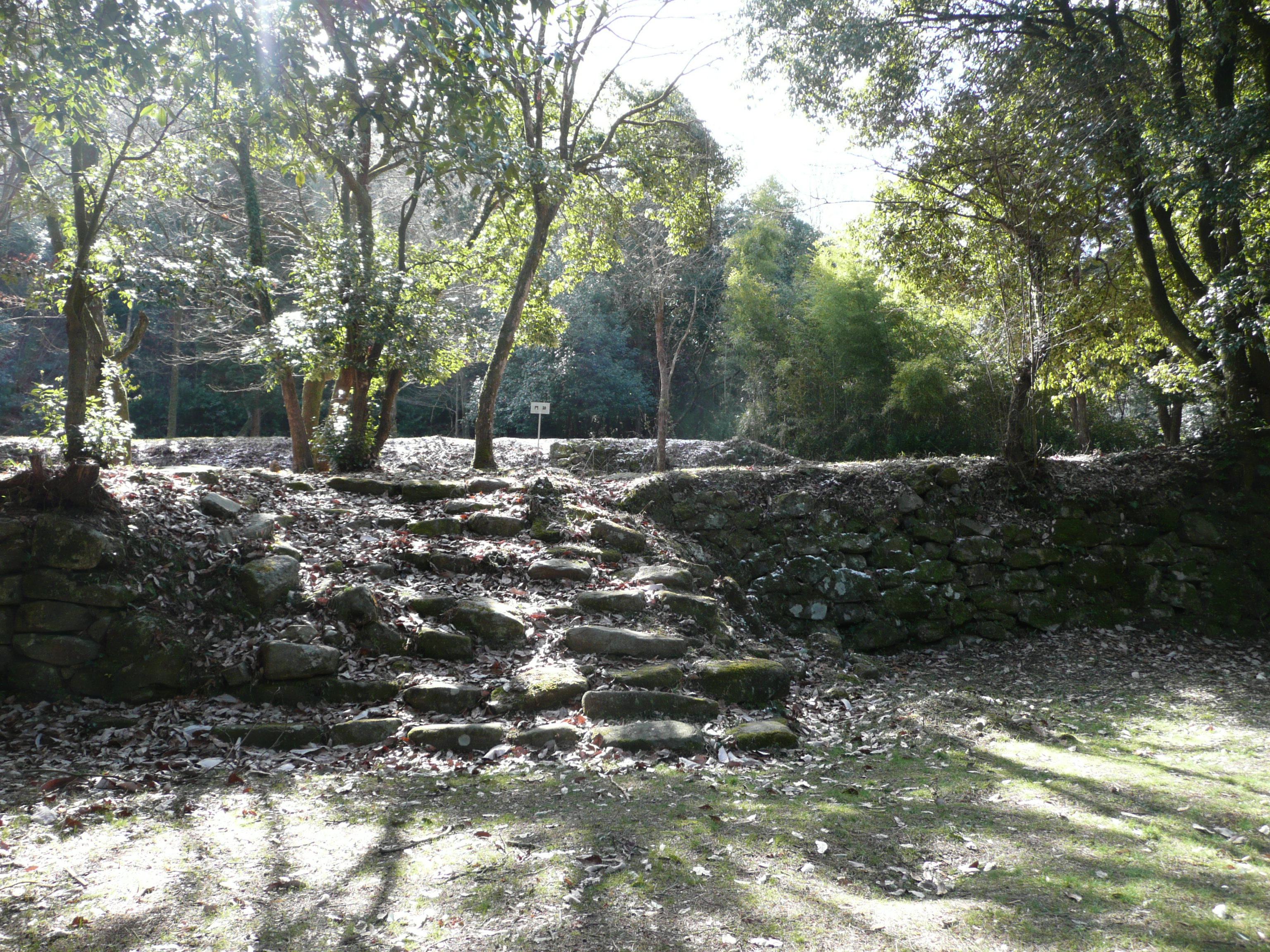
妻木城士屋敷の門跡

## アクセス

### 公共交通機関
東鉄バス
- JR中央本線 多治見駅（多治見駅前バスターミナル3番のりば）土岐・妻木線の終点（「妻木上郷」バス停）下車、徒歩で約40分。
- JR中央本線 土岐市駅南口 土岐・妻木線の終点（「妻木上郷」バス停）下車、徒歩で約40分（ただし1日往復2、3便しかない）。

### 自動車
- 東海環状自動車道 土岐南ICより約10分。

## 所在地
- 岐阜県土岐市妻木町上郷